# Oppositieleider
Een oppositieleider is een titel voor meestal het parlementslid dat politiek leider is van de grootste politieke fractie die niet in de regering zit. Het verschilt per land wat voor rol de oppositieleider vervult. Hij of zij kan gezien worden als de directe rivaal van de zittende premier en eventueel een schaduwkabinet aanvoeren. 
In sommige landen, bijvoorbeeld Australië, gaat het om een formele functie, bestemd voor de leider van de grootste oppositiepartij. In andere landen, bijvoorbeeld Nederland, is het een informele aanduiding. In dat geval is de vraag wie "de" oppositieleider is open voor discussie. Dit kan de leider van de grootste oppositiepartij zijn, maar ook de politicus die het felst van leer trekt tegen de coalitie.

## Voorbeelden van oppositieleiders
- Duitsland: Ralph Brinkhaus (CDU, 152/735 Bondsdagzetels)
- Frankrijk: Christian Jacob (LR, 100/577 Assembléezetels)
- Japan: Kenta Izumi (CDP, 96/465 Lagerhuiszetels)
- Turkije: Kemal Kılıçdaroğlu (CHP, 135/600 Parlement)
- Verenigd Koninkrijk: Rishi Sunak (Conservative Party, 121/650 Lagerhuiszetels)
- Zimbabwe: Nelson Chamisa (MDCZ, 89/270 Assembleézetels)